# HH 46/47
HH 46/47 è un oggetto di Herbig-Haro situato nei pressi della Nebulosa di Gum, nella parte occidentale della costellazione delle Vele, ad una distanza di circa 450 parsec (circa 1500 anni luce) dal sistema solare.

## Caratteristiche
Gli oggetti di Herbig-Haro sono generati dai venti stellari bipolari originati dalle stelle di nuova formazione. Fra gli oggetti di questo tipo, HH 46/47 è uno dei più brillanti, e quindi uno fra i più noti e studiati. Il suo getto, che si origina da un singolo globulo di Bok, che emette radiazione infrarossa, è formato da una complessa struttura simile ad una concatenazione di aree filamentose ed altre più dense; questa struttura può essere spiegata tramite dei cambiamenti della velocità di espulsione del getto stesso e della direzione. Il flusso di nord-est è quello diretto verso di noi, mentre quello di sud-ovest è quello più lontano.

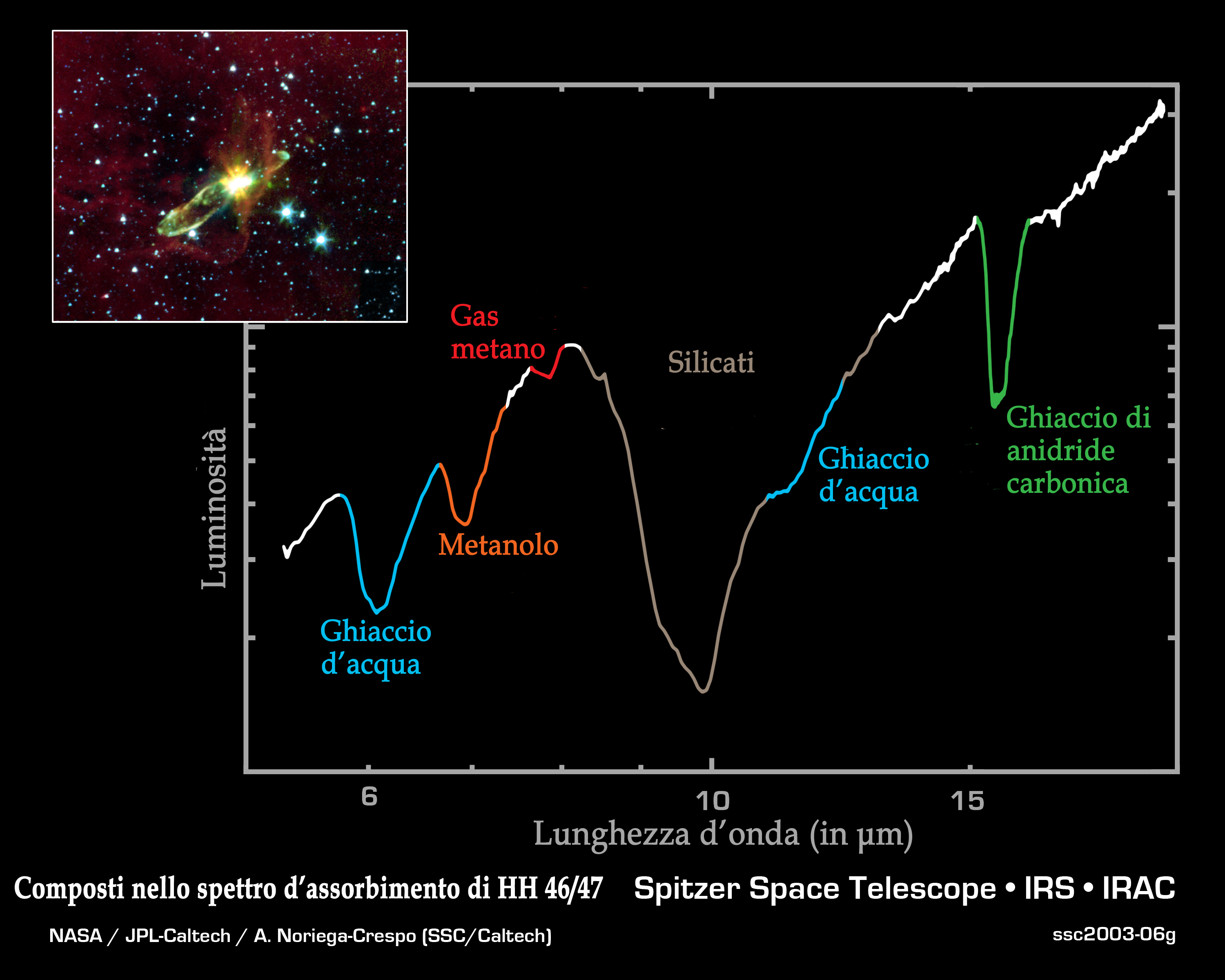
Spettro della composizione di HH 46/47.

HH 46/47 è situato sul bordo meridionale della Nebulosa di Gum, sulla punta di una nube oscura dall'aspetto cometario nota come Sa 111; a causa della sua particolare facilità di osservazione e dell'elevata collimazione fra i due capi del getto, questa struttura è stata oggetto di numerosi studi. Il corpo principale della struttura a getto è costituita da HH 47A, da cui si diramano due deboli strutture ad arco, mentre l'estremità opposta del getto è nota come HH 46; la lunga scia di aspetto nodoso che mette in comunicazione i due getti principali è catalogata come HH 47B. La sorgente del getto è nascosta nel globulo e l'estremità maggiore, composta da HH 46 e HH 47A, B e D, è la parte rivolta verso il Sole; la parte remota e sospinta nella direzione opposta a noi è invece identificata come HH 47C. Data la distanza media di circa 450 parsec, l'oggetto possiede una lunghezza di circa 3 parsec.
La parte centrale della componente HH 46 ha le caratteristiche proprie di una nebulosa a riflessione, la cui fonte di illuminazione è probabilmente una stella T Tauri, nota come HH 46 IRS; nel corso degli anni è stato osservato che la luminosità della nebulosa centrale non si mantiene costante, ma varia sensibilmente, probabilmente a causa della variabilità della stella centrale. HH 47A mostra inoltre un'elevata densità elettronica, ma allo stesso tempo mostra un'elevata eccitazione dei suoi gas, mentre le altre componenti della struttura mostrano una densità elettronica inferiore ma un grado di eccitazione più elevato.